# Adam Pynacker
Adam Christiaensz. Pynacker ou Pijnacker (vers 1620, Schiedam - mars 1673, Amsterdam) est un peintre et graveur néerlandais du siècle d'or. Il est surtout connu pour ses peintures de paysages.

## Biographie
Adam Pynacker est né entre janvier 1620 et janvier 1621 à Schiedam aux Pays-Bas. 
Il est le fils d'un marchand de vin, qui est également membre du conseil municipal (en néerlandais : vroedschap). Adam Pynacker entreprend un voyage en Italie et y séjourne pendant trois ans. Pynacker est considéré comme un exemple du peintre de paysages à l'italienne, tout comme les peintres Jan Both, Jan Baptist Weenix, Nicolaes Berchem et Jan Asselyn. Ces peintres sont inspirés par des paysages italiens baignés de lumière, avec des motifs de montages et de ports. Pynacker subit l'influence de ses prédécesseurs, avec un style personnel fait de plans successifs qui définissent la profondeur, avec souvent de grands arbres en avant-plan où s'installent les personnages. Les arbres font d'ailleurs l'objet de souci du détail et d'effets de lumière avec les branches et les feuilles se découpant dans le ciel.
Apprécié par ses contemporains, Pynacker est salué dans un poème de Pieter Verhoek. Le peintre se spécialise dans la décoration d'intérieurs. En 1658, il se convertit au catholicisme pour épouser Eva Maria de Geest, la fille du peintre Wybrand de Geest. Cette année-là, son beau-père peint son portrait. Il a deux enfants qui ont été baptisés à Schiedam. En 1661, il s'installe dans la rue Rozengracht à Amsterdam et il y réside jusqu'à sa mort. On recense avec certitude 98 œuvres de sa main.
Adam Pynacker est mort en mars 1673 à Amsterdam et y est enterré le 28 mars 1673.

## Œuvres
- Paysage avec du bétail, 1649-1653, huile sur panneau, 36 × 48 cm, Rijksmuseum Amsterdam[2]
- Bateliers amarrés au bord d'un lac italien, 1650-1670, huile sur toile sur panneau, 97 × 85 cm, Rijksmuseum Amsterdam[3]
- Vacher dans un paysage italien, vers 1653, Musée des beaux-arts de Montréal.
- Pont dans un paysage italien, 1653-1654, huile sur panneau, 44 × 53 cm, Rijksmuseum Amsterdam[4]
- Bateaux au soleil couchant, vers 1654, huile sur panneau, 43 × 35 cm, Musée de l'Ermitage, Saint-Petersbourg[5]
- Paysage montagneux avec chèvres et oiseaux, 1658-1659, 74 × 62 cm, Musée du Louvre, Paris[6]
- Paysage avec du bétail, 1661-1665, huile sur toile, 81 × 69 cm, Wallace Collection, Londres[7]
- Paysage avec des animaux, vers 1665, huile sur toile, 117 × 102 cm, Wallace Collection, Londres[8]
- Paysage italien avec des pêcheurs de crabes, huile sur toile, 270 × 297 cm, Musée Boijmans Van Beuningen, Rotterdam [9]

"
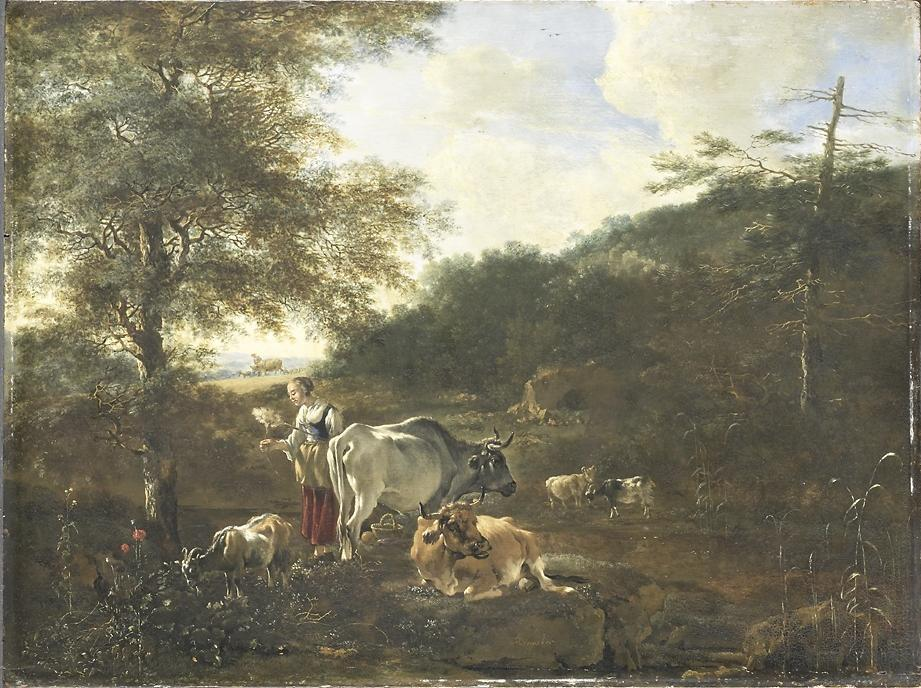
Paysage avec bétail, 1649-53 Rijksmuseum
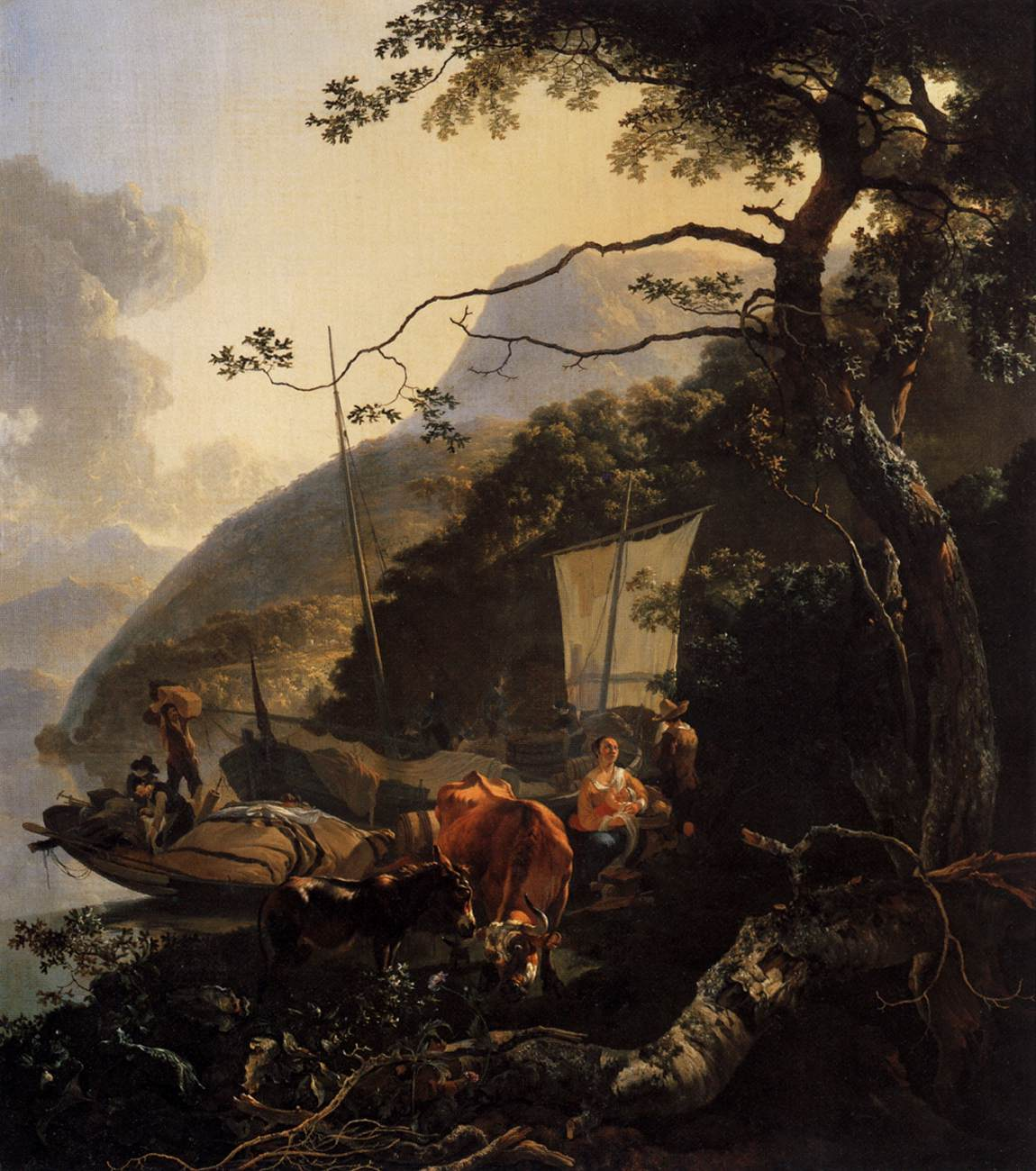
Bateliers sur la rive d'un lac 1650-70, Rijksmuseum
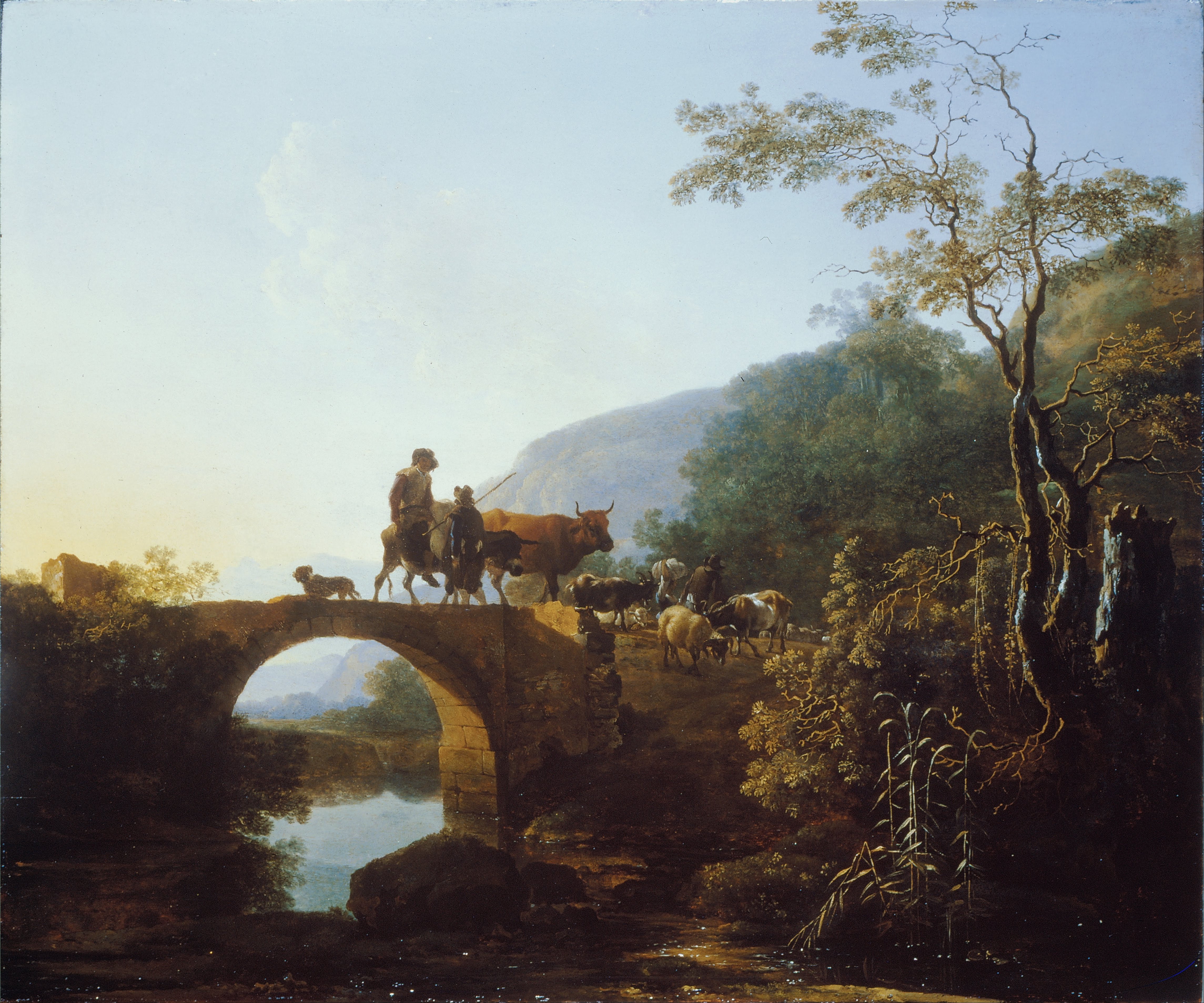
Pont dans un paysage italien, 1653-54 Dulwich
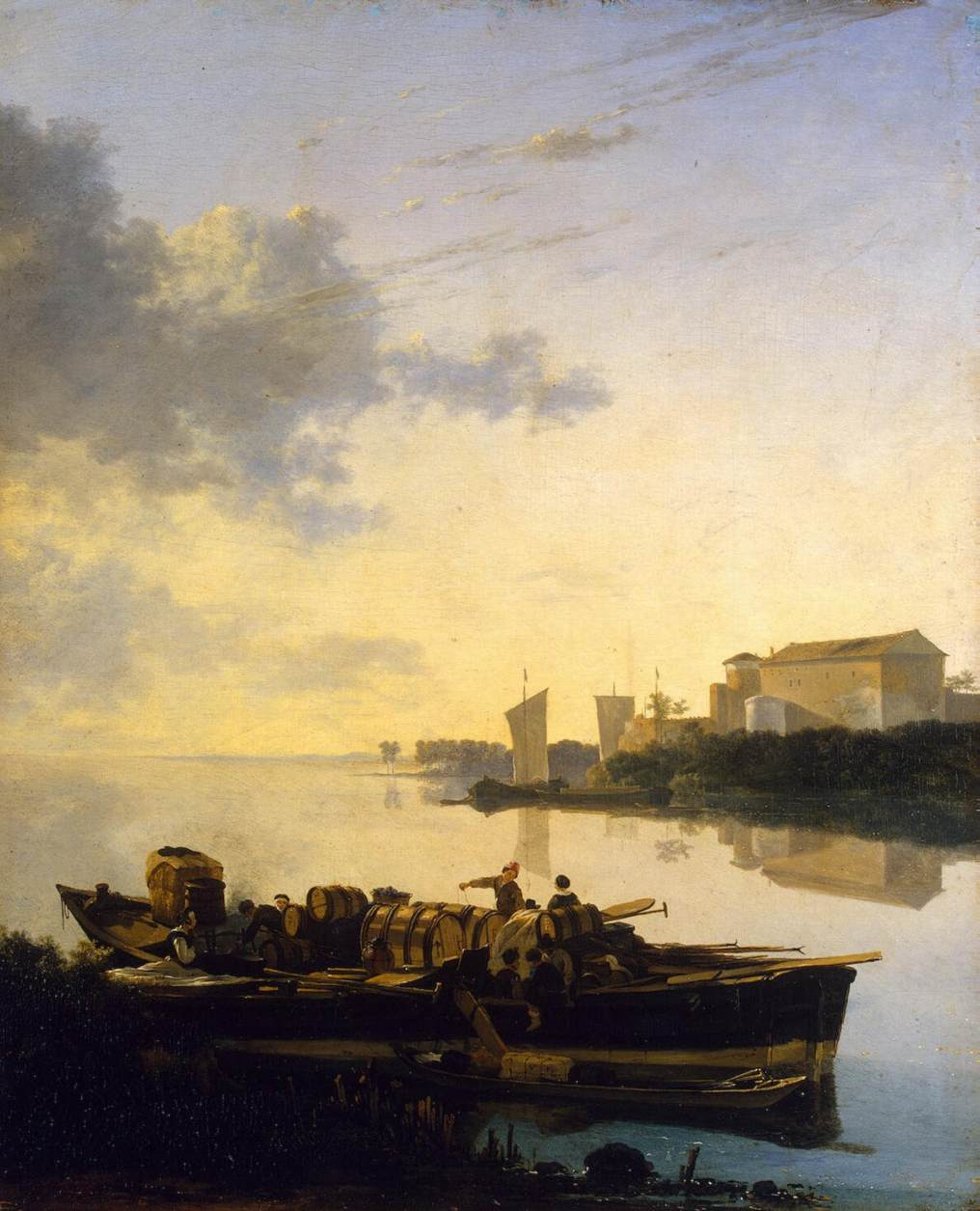
Soleil couchant vers 1654, Musée de l'Ermitage
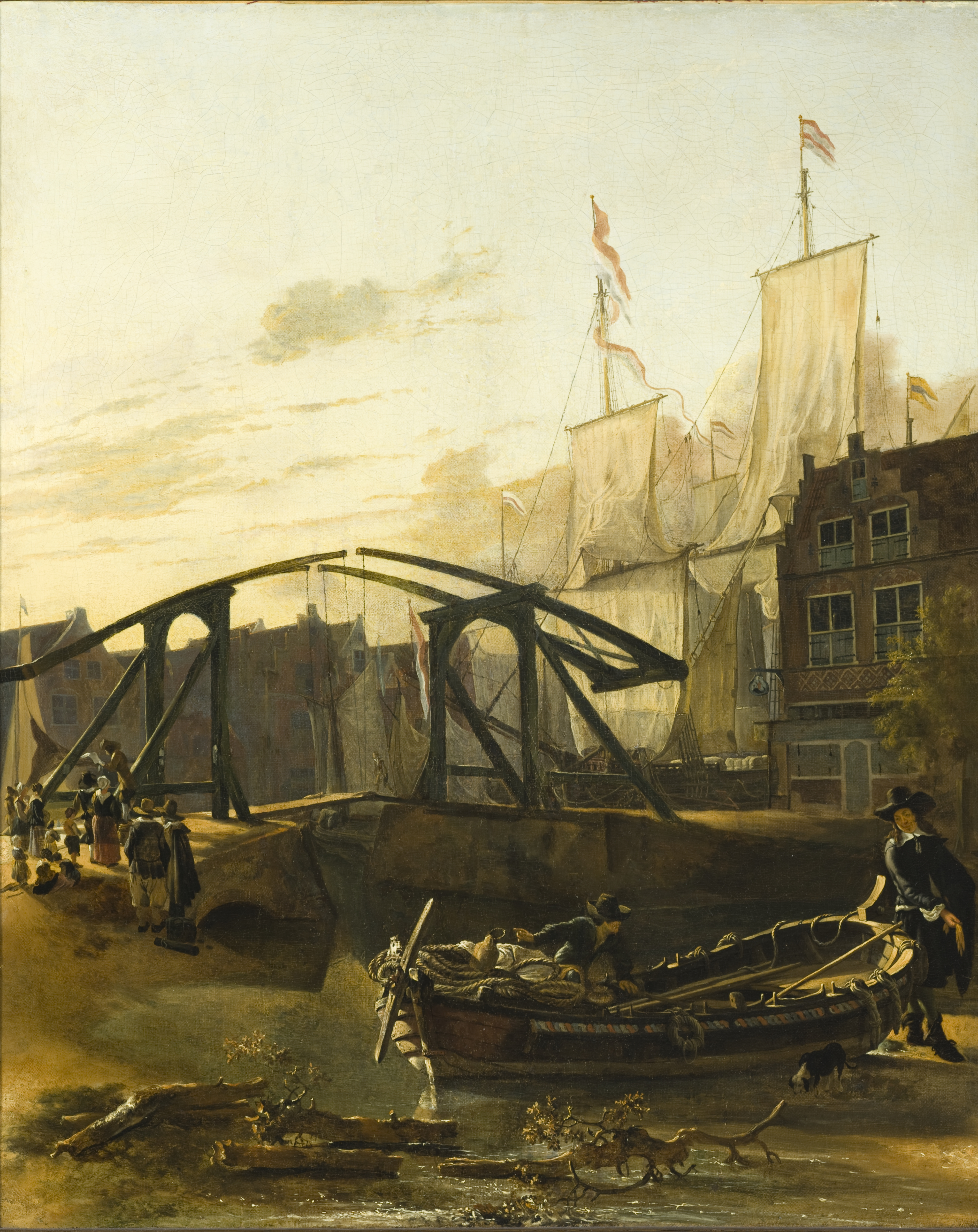
Vue du port de Schiedam Collection privée
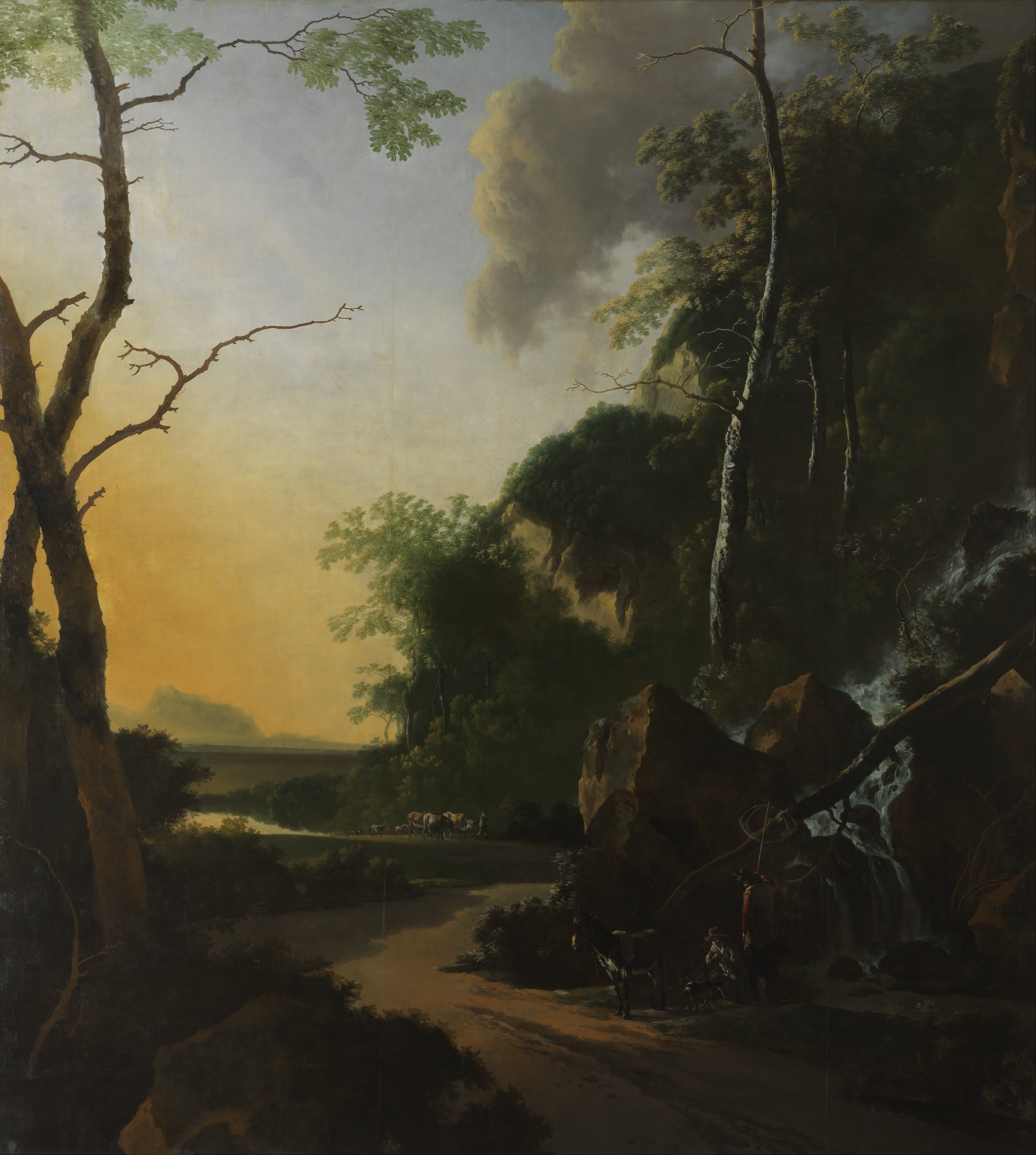
Pêcheurs de crabes Rotterdam
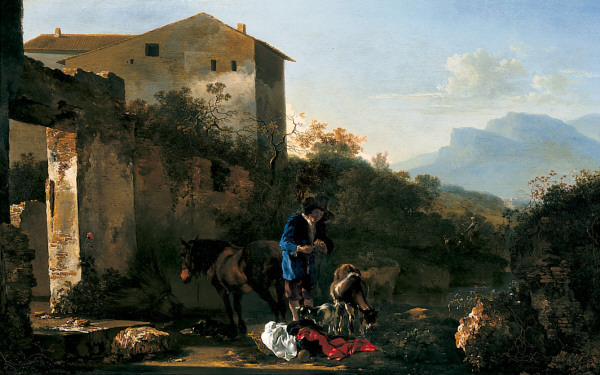
Paysage avec un troupeau de chèvres Saint-Louis Art Museum